# Лате (Рудсар)
Лате (перс. لاته) — село в Ірані, у дегестані Бі-Балан, у бахші Келачай, шагрестані Рудсар остану Ґілян. За даними перепису 2006 року, його населення становило 89 осіб, що проживали у складі 28 сімей.

## Клімат
Середня річна температура становить 15,05 °C, середня максимальна – 28,98 °C, а середня мінімальна – 1,21 °C. Середня річна кількість опадів – 1094 мм.
| Клімат поселення                              | Клімат поселення | Клімат поселення | Клімат поселення | Клімат поселення | Клімат поселення | Клімат поселення | Клімат поселення | Клімат поселення | Клімат поселення | Клімат поселення | Клімат поселення | Клімат поселення | Клімат поселення |
| Показник                                      | Січ.             | Лют.             | Бер.             | Квіт.            | Трав.            | Черв.            | Лип.             | Серп.            | Вер.             | Жовт.            | Лист.            | Груд.            |                  |
| Середній максимум, °C                         | 11,24            | 11,32            | 12,79            | 17,75            | 22,15            | 26,82            | 28,98            | 28,92            | 25,12            | 21,58            | 17,27            | 12,85            |                  |
| Середня температура, °C                       | 6,22             | 6,30             | 7,77             | 12,73            | 17,13            | 21,81            | 24,67            | 24,56            | 20,77            | 17,24            | 12,94            | 8,52             |                  |
| Середній мінімум, °C                          | 1,21             | 1,30             | 2,75             | 7,71             | 12,12            | 16,78            | 20,30            | 20,22            | 16,43            | 12,90            | 8,58             | 4,18             |                  |
| Норма опадів, мм                              | 90               | 79               | 81               | 45               | 47               | 38               | 34               | 56               | 134              | 221              | 152              | 117              |                  |
| Середньомісячна швидкість вітру, м/с          | 2.38             | 2.50             | 2.50             | 2.40             | 2.33             | 2.34             | 2.56             | 2.23             | 2.04             | 2.12             | 2.08             | 2.30             |                  |
| Середньомісячна сонячна радіація, кДж/м²·день | 7248             | 9265             | 11216            | 15232            | 19260            | 20859            | 21288            | 18171            | 14672            | 10745            | 8757             | 6914             |                  |
| --------------------------------------------- | ---------------- | ---------------- | ---------------- | ---------------- | ---------------- | ---------------- | ---------------- | ---------------- | ---------------- | ---------------- | ---------------- | ---------------- | ---------------- |
| Джерело:                                      |                  |                  |                  |                  |                  |                  |                  |                  |                  |                  |                  |                  |                  |